# Skibsofficer
En skibsofficer er et besætningsmedlem som har viden om tingene i maskinen og på kommandobroen. Skibsofficer findes i 2 niveauer: Junior og senior, begge kan yderligere opdeles i 1. 2. og 3. grad. På broen tager en skibsofficer sig af sikkerheden om bord og navigerer skibet og står for lastning og losning af skibet.
 Der er for få eller ingen kildehenvisninger i denne artikel, hvilket er et problem. Du kan hjælpe ved at angive troværdige kilder til de påstande, som fremføres i artiklen.

| Job | Spire Denne artikel om et job eller en stillingsbetegnelse er en spire som bør udbygges. Du er velkommen til at hjælpe Wikipedia ved at udvide den. |